# 封鎖破り
『封鎖破り』（ふうさやぶり、Les Forceurs de blocus）はジュール・ヴェルヌの短編小説。1865年に雑誌掲載されたものに手を加えて驚異の旅シリーズとして出版された。

## ストーリー
時は南北戦争のただ中、海上封鎖の影響で綿花市場は停滞し、グラスゴーの綿織物工場は操業停止に見舞われ、南軍は武器や物資が不足していた。綿花貿易を営むイギリス人船主のヴィンセント・プレイフェアと甥のジェームズはこれをビジネスチャンスと見て、英国製の封鎖突破船「ドルフィン号」を使い、軍需物資の売却金で綿花貿易を再開する計画を立てる。
ドルフィン号は選り抜きのクルーとともにグラスゴーからチャールストンへ向かう。船にはクルーを装った男ジェームズと見習いのジョン・スティッグスも乗っていた。
ジェームズはハリバート家の使用人で、ジョンは実は男装したハリバートの娘ジェニーであった。ジョナサン・ハリバートはジャーナリストで、奴隷廃止論者であるためチャールストンで投獄されており、ドルフィン号は南軍のための武器をチャールストンに運ぶが、北軍による海上封鎖に巻き込まれてしまう。
いつしか二人の間には愛情が芽生え、ジェニーはジェームズに対し、この船を金儲けよりも高尚な目的のために使うよう説得する。綿花を積んだ船はチャールストンを出発し、ついに北軍の海上封鎖を突破する。ジェニーは南軍に武器を返還し、ジェームズとの愛を成就させる。

## 解説

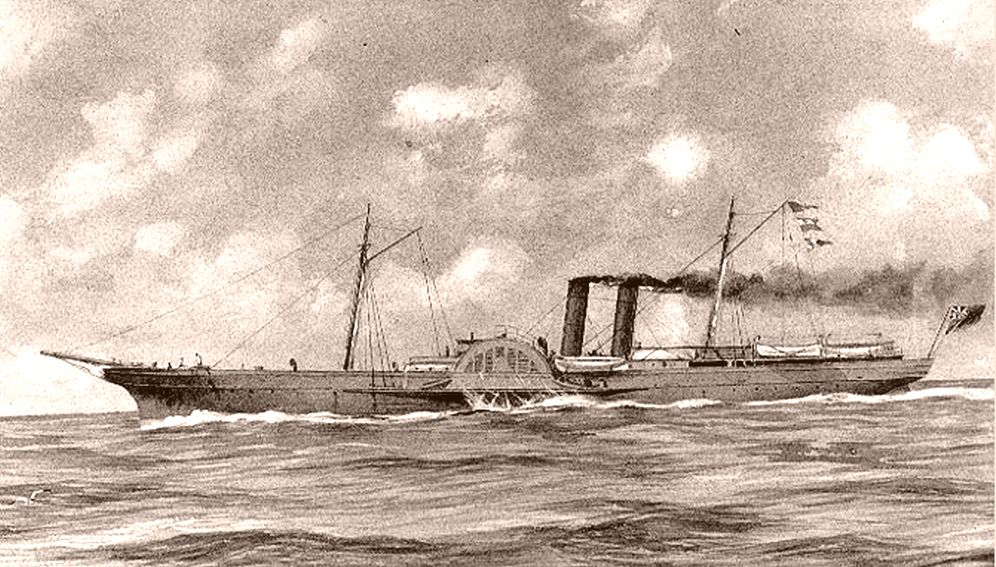
封鎖突破船（1899年のイラスト）

この物語は南北戦争時における、封鎖突破船「ドルフィン号」の来歴と航海を描いている。1860年代初頭、チャールストン周辺では海上封鎖のために多くの船が失われており、史実に触発された内容となっている。

## 登場人物
- ヴィンセント・プレイフェア - ドルフィン号の船主
- ジェームズ・プレイフェア - ヴィンセントの甥、ドルフィン号の船長
- マシュー - ドルフィン号の2代目船長
- ジョナサン・ハリバート - ジャーナリスト、奴隷廃止論者
- ジョン・スティッグス - 本名ジェニー・ハリバート、ジョナサンの娘

## 出版
『封鎖破り』は1865年10月から11月にかけて雑誌「Musée des familles（家庭博物館）」に Études de moeurs contemporaines（現代マナー研究）というタイトルで掲載されたのち、1871年に驚異の旅シリーズの「洋上都市」に併録された。

### 日本語訳版
- 森田思軒訳『煙波の裏』郵便報知新聞 1892年